# Portoriko na letních olympijských hrách
Portoriko na letních olympijských hrách startuje od roku 1948. Toto je přehled účastí, medailového zisku a vlajkonošů na dané sportovní události.

## Účast na Letních olympijských hrách
| Dějiště LOH            | LOH      | Vlajkonoš                   | Zlatá medaile | Stříbrná medaile | Bronzová medaile | Celkem |
| ---------------------- | -------- | --------------------------- | ------------- | ---------------- | ---------------- | ------ |
| 1948 Londýn            | LOH 1948 | José Vicente                |               |                  | 1                | 1      |
| 1952 Helsinky          | LOH 1952 | Jaime Annexy                |               |                  |                  | 0      |
| 1956 Melbourne         | LOH 1956 | Daniel Cintrón              |               |                  |                  | 0      |
| 1960 Řím               | LOH 1960 | Toñín Casillas              |               |                  |                  | 0      |
| 1964 Tokio             | LOH 1964 | Rolando Cruz                |               |                  |                  | 0      |
| 1968 Ciudad de México  | LOH 1968 | Jaime Frontera              |               |                  |                  | 0      |
| 1972 Mnichov           | LOH 1972 | Arnaldo Bristol             |               |                  |                  | 0      |
| 1976 Montréal          | LOH 1976 | Teofilo Colón               |               |                  | 1                | 1      |
| 1980 Moskva            | LOH 1980 | Alberto Mercado             |               |                  |                  | 0      |
| 1984 Los Angeles       | LOH 1984 | Fernando Canales            |               | 1                | 1                | 2      |
| 1988 Soul              | LOH 1988 | Jesús Feliciano             |               |                  |                  | 0      |
| 1992 Barcelona         | LOH 1992 | Luis Martínez               |               |                  | 1                | 1      |
| 1996 Atlanta           | LOH 1996 | Ivelisse Echevarría         |               |                  | 1                | 1      |
| 2000 Sydney            | LOH 2000 | Quique Figueroa             |               |                  |                  | 0      |
| 2004 Athény            | LOH 2004 | Carlos Arroyo               |               |                  |                  | 0      |
| 2008 Peking            | LOH 2008 | McWilliams Arroyo           |               |                  |                  | 0      |
| 2012 Londýn            | LOH 2012 | Javier Culson               |               | 1                | 1                | 2      |
| 2016 Rio de Janeiro    | LOH 2016 | Jaime Espinal               | 1             |                  |                  | 1      |
| 2020 Tokio             | LOH 2020 | Adriana Díaz Brian Afanador | 1             |                  |                  | 1      |
| 2024 Paříž             | LOH 2024 |                             |               |                  |                  | x      |
| Celkem                 | 18       |                             | 2             | 2                | 6                | 10     |
| Zdroj na Olympedia.org |          |                             |               |                  |                  |        |